# Josef Achime'ir
Josef Achime'ir (hebrejsky: יוסף אחימאיר, neformálně Josi Achime'ir, יוסי אחימאיר) je izraelský politik a bývalý poslanec Knesetu za stranu Likud.

## Biografie
Narodil se 19. května 1943 v Jeruzalému. V letech 1961–1965 sloužil v izraelské armádě. Bakalářský vysokoškolský titul získal na Telavivské univerzitě. Pracoval jako novinář a editor. Hovoří hebrejsky a anglicky. Jeho otec Abba Achime'ir byl novinářem, historikem a politickým aktivistou napojeným na revizionistický sionismus, jeho bratr Ja'akov Achime'ir působí rovněž jako novinář.
Od roku 2005 je ředitelem Institutu V. Žabotinského. Také působí ve vedení Jad Vašem a Arielské univerzity.

## Politická dráha
V letech 1984–1988 působil jako asistent předsedy vlády Jicchaka Šamira, v letech 1988–1992 vedl úřad předsedy vlády. Publikoval v tisku a vydal několik knih.
V izraelském parlamentu zasedl po volbách v roce 1992, do nichž šel za Likud. Mandát ale získal až dodatečně, v srpnu 1995, jako náhradník za zemřelého Chajima Kaufmana. Během několika měsíců do konce volebního období se už ale výrazněji do činnosti Knesetu nezapojil. Ve volbách v roce 1996 mandát neobhájil.